# Yamba (departamento)
Yamba é um departamento ou comuna da província de Gourma no Burkina Faso. A sua capital é a cidade de Yamba.
Em 1 de julho de 2018 tinha uma população estimada em 38822 habitantes.